# Jason Rebello
Pour les articles homonymes, voir Rebello.
Jason Rebello, né le 29 mars 1969 à Wandsworth, est un claviériste de jazz, connu pour sa collaboration avec Jeff Beck notamment. Il a également collaboré dès 1999 avec Sting qui, à la mort du pianiste Kenny Kirkland se voit conseiller par celui-ci le jeune claviériste.
En 2010, il participe aux sessions de l'album de reprises motown "Going Back" de Phil Collins.

## Discographie
- A Clearer View (Novus, 1990)
- Keeping Time (BMG Records, 1993)
- Make It Real (RCA, 1994)
- Last Dance (All That Records, 1995)[1]
- Next Time Round (Onion, 1999)
- Jazz Rainbow (Jumby, 2007)
- Anything But Look (Lyte Records, 2013)
- Held (Edition Records, 2016)